# Browne's Folly
La torre Browne's Folly, noto anche come Brown's Folly, si trova a Monkton Farleigh, villaggio e parrocchia civile nella contea del Wiltshire nel Sud Ovest dell'Inghilterra, Regno Unito. Si tratta di un capriccio architettonico, la sua costruzione risale al XIX secolo ed è considerato un monumento classificato di secondo grado.

## Storia

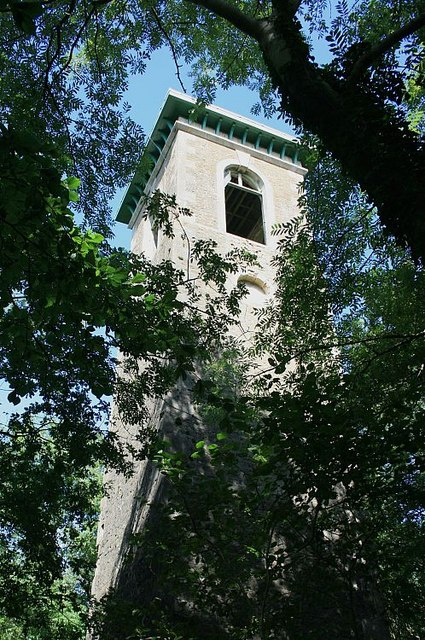
Particolare della parte superiore della Browne's Folly

La torre fu costruita entro la prima metà del XIX secolo da Wade Browne, a quel tempo affittuario della Manor House a Monkton Farleigh e anche signore locale. Si era trasferito dallo Yorkshire, dove suo padre, anche lui chiamato Wade Browne, era un mercante ed era stato sindaco di Leeds nel 1791 e nel 1804. Le sue proprietà comprendevano le vaste cave di pietra di Bath. Si è ipotizzato che avesse fatto costruire la torre per dare lavoro ai lavoratori delle cave durante una crisi oppure che il suo scopo fosse quello di mostrare i prodotti delle sue cave, o forse entrambe le cose. La realizzazione di questo progetto gli offrì un magnifico punto di osservazione sul territorio e la torre venne descritta come completata di recente dal quotidiano locale nel settembre 1848. Probabilmente sostituì una torre di segnalazione che in precedenza già sorgeva sul sito. La torre fu restaurata nel 1907 da Sir Charles Hobhouse, un successivo Lord di Monkton Farleigh. È un bersaglio per i vandali che in un'occasione sono riusciti a rimuovere la sua porta d'acciaio. Alcune fonti riportano il nome "Brown's Folly" ma Wade Browne aveva il cognome con la E.

## Descrizione
Il capriccio architettonico si trova circa a metà strada tra Bathford e Monkton Farleigh nella contea del Wiltshire nel Sud Ovest dell'Inghilterra, Regno Unito. Rappresenta un punto di riferimento importante sopra la valle del fiume Avon a est della città di Bath. Si trova nel punto più alto della parrocchia di Monkton Farleigh, sopra l'incrocio delle valli di Avon e Bye Brook e proprio sul confine tra le contee di Wiltshire e Somerset. La torre si alza isolata, con una struttura solida a pianta quadrata. Il portale di accesso è architravato con porta in acciaio. La parte superiore si apre con quattro grandi finestre a monofora con arco a tutto sesto. Il tetto è in ardesia gallese a padiglione basso.

### Zona di interesse naturalistico

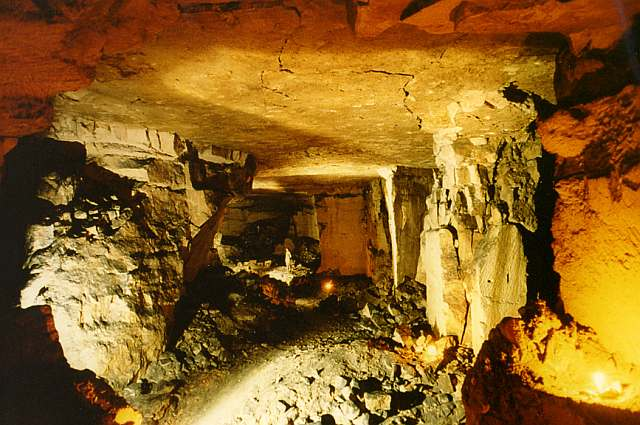
Parte della cave utilizzate per l'estrazione della pietra di Bath

Nell'area si trova il sito geologico che porta lo stesso nome, che è considerato di particolare interesse naturalistico e scientifico e che fa parte della Bath and Bradford-on-Avon Bats Special Area of Conservation. Comprende i resti delle cave utilizzate per l'estrazione della pietra di Bath. Questo territorio fornisce una ricca varietà di habitat per la flora e la fauna selvatica. La flora delle zone umide ha ricoperto i cumuli di detriti dove si trovano il timo selvatico, la campanula e nove specie di orchidee. Le pareti umide delle rocce ospitano una varietà di felci, funghi e ragni. Resti di antichi boschi sui pendii più bassi ospitano piante insolite come gli asparagi di Bath.

### Bene tutelato come edificio storico
L'English Heritage ha classificato dal 14 giugno 1988 il Browne's Folly come edificio storico di seconda categoria col numero 1021829.